# Stefan Hallberg

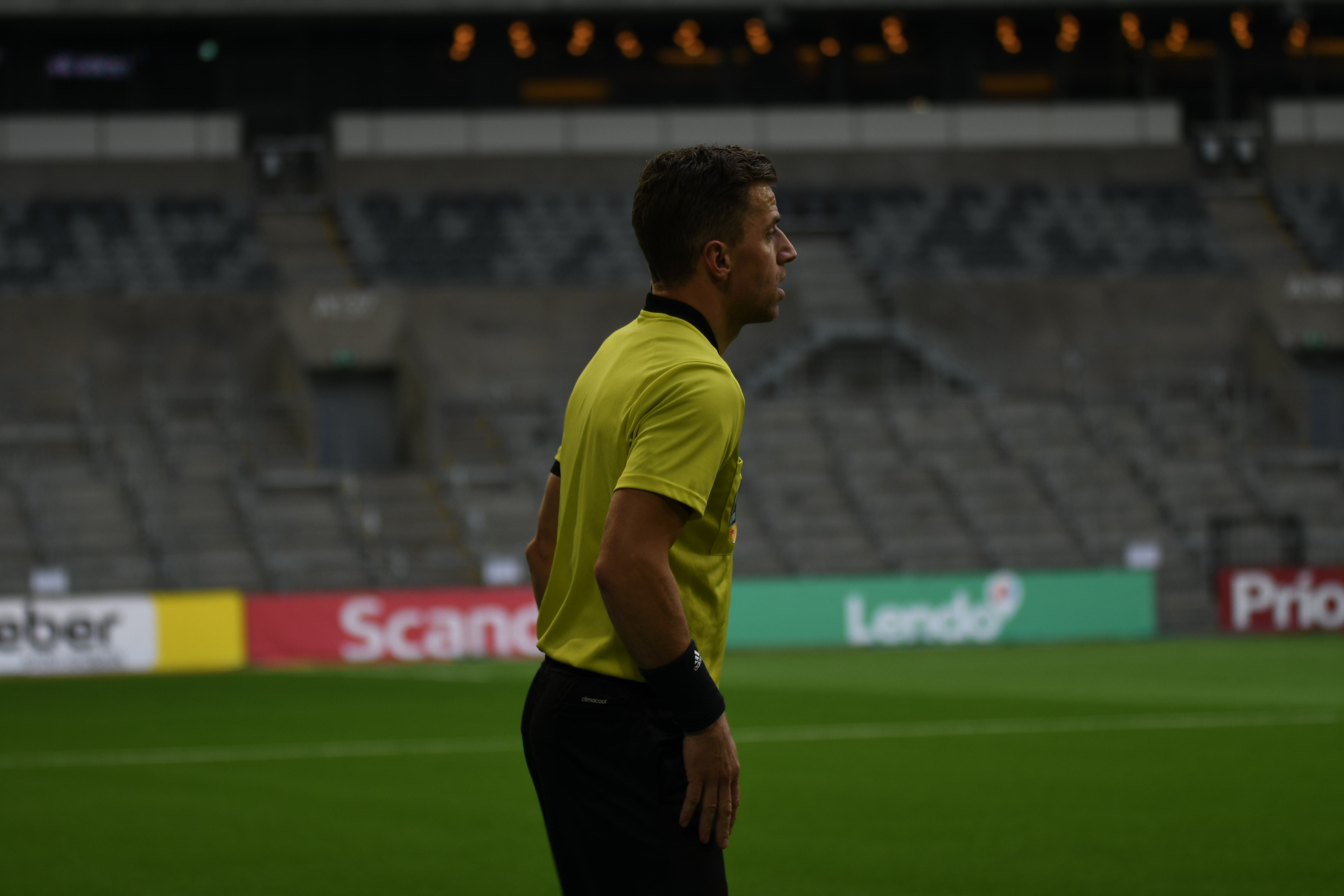
Stefan Hallberg 2020

Carl Stefan Gerhard Hallberg, född 11 juni 1981, är en svensk fotbollsdomare.
Hallberg började döma fotboll som 15 åring. Året därpå fick han även döma Gothia Cup final. Han har sedan 2005 dömt i Allsvenskan och sedan 2014 varit FIFA domare.
Han har dömt över 300 elitmatcher, mest nämnvärd är Fenerbache – Lokomotiv Moskva, 16-dels final i Europa league